# Sukhoi Su-17
Il Sukhoi Su-17, (in russo Сухого Су-17, nome in codice NATO da Fitter B a Fitter K a seconda delle varianti/versioni) era un cacciabombardiere monomotore a getto ad ala a geometria variabile progettato dall'OKB 51 diretto da Pavel Osipovič Suchoj e sviluppato in Unione Sovietica negli anni sessanta.
Impiegato negli anni successivi principalmente dalla Voenno-vozdušnye sily (VVS), l'aeronautica militare dell'Unione Sovietica, e da molte forze aeree delle nazioni del Patto di Varsavia e filosovietiche era il modello derivato dal precedente Su-7 con la trasformazione dell'ala da freccia semplice a una dotata di semiali esterne ad angolazione variabile, che hanno considerevolmente migliorato le prestazioni a bassa velocità ed il carico utile trasportabile.

## Storia

### Sviluppo
Il progetto del Su-7 aveva il pregio di un'elevata potenza e di prestazioni altamente transoniche/supersoniche, pagate però con un ridotto carico utile in termini sia di combustibile che di armi, oltre ad un ventaglio di apparecchiature elettroniche inadeguato alle necessità ed alla mole di questo aereo, che divenne nondimeno uno dei pilastri dei reparti d'attacco sovietici della Aviazione Frontale.
Ma questo apparecchio mancava semplicemente di spazio, dentro la sua snella fusoliera, per ospitare altro che il motore Ljul'ka AL-7F ed il pilota. Non esisteva poi la possibilità di incrementare di molto il carico esterno in quanto la velocità di distacco dal suolo era già elevata, e non avrebbe potuto che aumentare se il velivolo avesse dovuto sfruttare appieno la sua grande potenza propulsiva. Ma come riuscire a ridurre la velocità d'atterraggio e di decollo, aumentare il peso del combustibile, dell'avionica e delle armi al tempo stesso? Il problema venne posto molto seriamente dagli ingegneri sovietici. L'ala a freccia ad alto angolo era ideale per il volo a bassa quota, in quanto assicurava un'elevata stabilità alla raffica (di vento) e non era considerato saggio abbandonarla in favore dell'ala a delta di piccola superficie, che pure era un'alternativa del tutto accettabile.
Il 9 luglio 1967, nella grande manifestazione di Domodedovo arrivò la risposta alle domande su quale macchina avrebbe sostituito il Su-7, già obsolescente, nei reparti aerei d'attacco al suolo ed interdizione.
Il cielo quel giorno si popolò di un gran numero di aerei sovietici che mostravano come anche in URSS stessero nascendo apparecchi di una nuova generazione, più sofisticati e temibili di quanto ci si aspettasse da parte degli osservatori occidentali. La cosa era stata pensata in maniera abbastanza azzardata, perché la maggior parte dei nuovi apparecchi erano poco più che prototipi, e la reazione occidentale, assai sovradimensionata, non sarebbe poi tardata ("Teen fighters").
Tra i velivoli mostrati quel giorno vi era un aereo che venne presentato come "il primo aereo a geometria variabile" sovietico. Esso era denominato Su-7IG (izmenyaemaya geometriya, geometria variabile) e la NATO lo ribattezzò di lì a poco Fitter B.
Con quel tale, formidabile, numero di velivoli di nuova concezione presentati, non stupisce che il nuovo Sukhoi da attacco, il quale non era altro che l'adattamento a una rozza forma di ala a freccia variabile del Su-7, passasse quasi inosservato.
La macchina sarebbe entrata poi in produzione, ma molto limitata. I piloti non mancarono di apprezzare la riduzione della velocità di sostentamento di circa 100 chilometri orari, ovvero sotto i 300 km/h. Ben presto la macchina, che era solo un velivolo sperimentale, venne sostituita da un modello successivo, che aveva un nuovo e più efficiente motore, il Lyul'ka Al-21F-3.
Il modello venne chiamato Fitter C in ambito NATO e risultò il primo vero modello in produzione del Fitter di seconda generazione. Questa fu in effetti la prima dimostrazione di come la mancanza d'interesse per tale, nuovo progetto, fosse decisamente ingiustificata.
Il Su-17 non era l'epigono di un progetto passato, ma il prologo di una nuova e capace genìa di aerei d'attacco al suolo.

## Descrizione tecnica

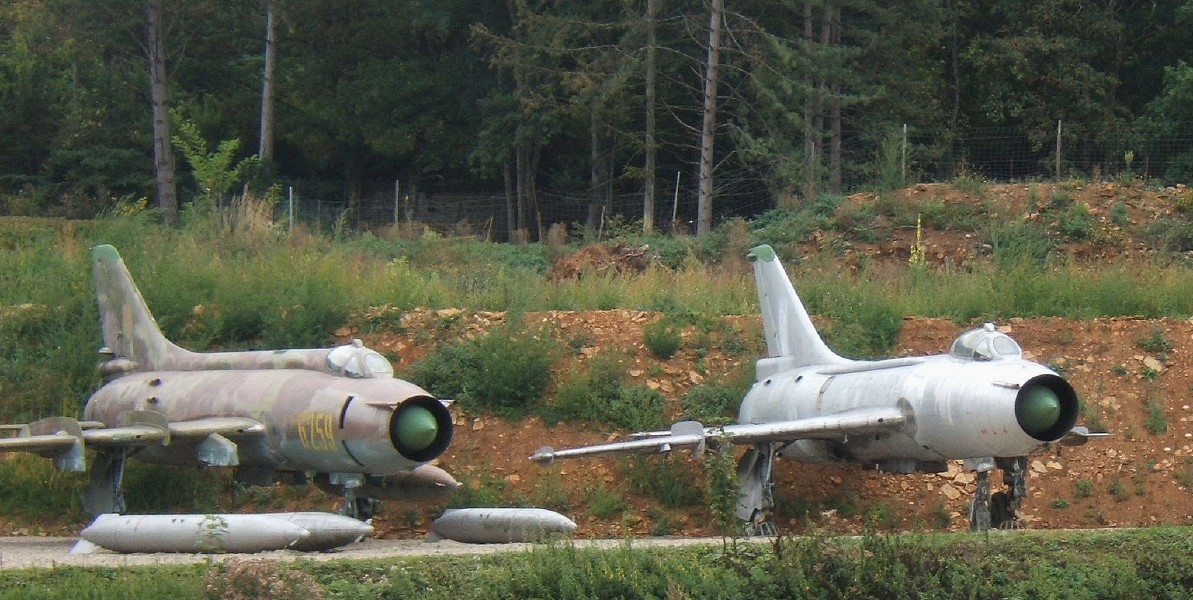
Un Su-17 (a sinistra) ed un Su-7 (a destra) parcheggiati

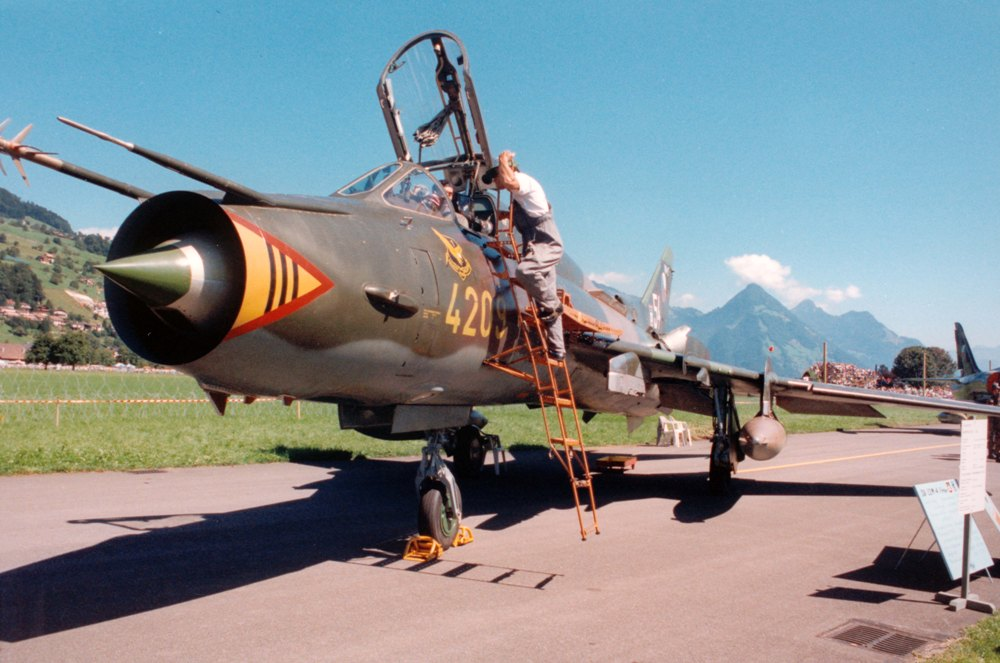
Un Su-22 ceco

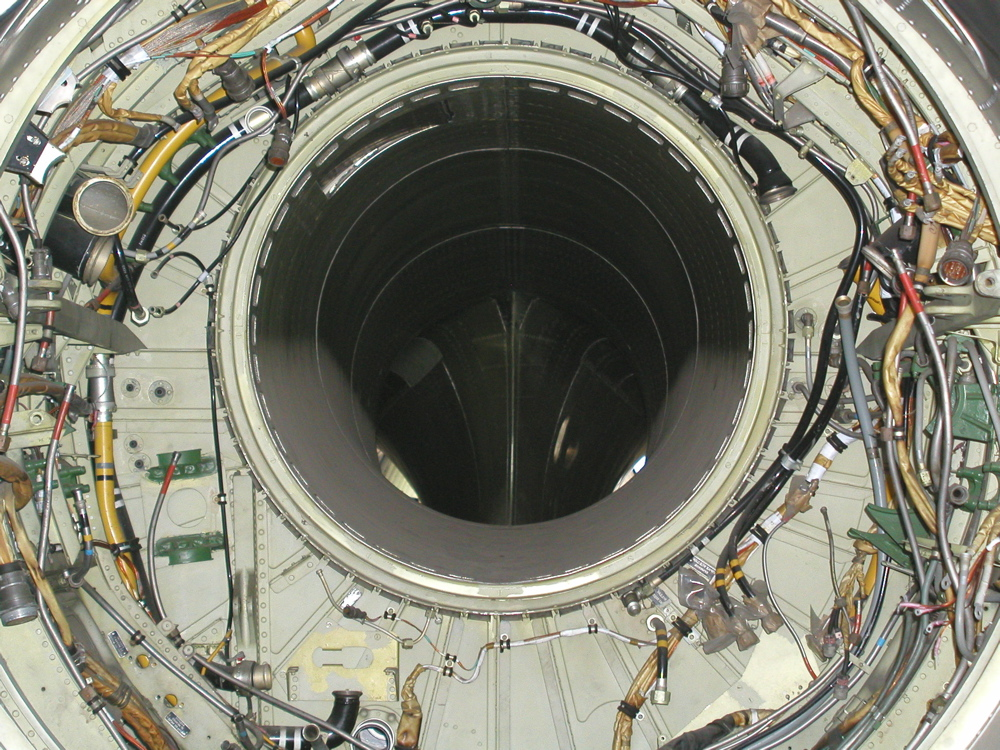
L'interno del condotto della presa d'aria visto dallo scarico. Il motore è stato rimosso.

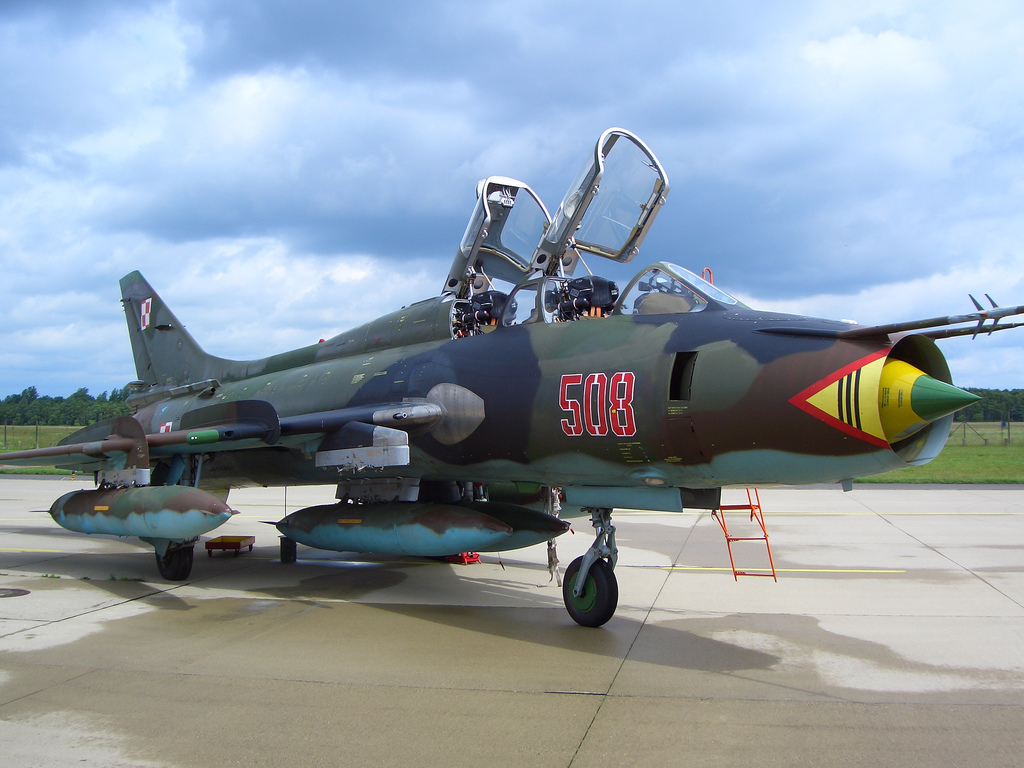
Un Su-22 polacco

### Velatura
Il velivolo Sukhoi Su-17 originale era una macchina molto simile al predecessore, con la sola, grande eccezione delle semiali esterne, che disponevano di una sezione mobile lunga 4,2 metri, con un perno di rotazione sistemato quindi a circa metà dell'ala, che per il resto restava fissa, a freccia moderata e a larga corda. Erano aggiunte paretine antiscorrimento sul dorso dell'ala, 2 per ciascuna, per poter incrementare la stabilità del velivolo nei vari assetti di volo.
L'ala a geometria variabile è senza dubbio il motivo di maggior interesse della macchina, e la chiave del suo successo. Essa non è affatto un modello sofisticato, in quanto dispone di sole 3 posizioni, 30 gradi per il decollo e il moto a volo lento, 63 per il volo supersonico e una posizione intermedia per il regime transonico/subsonico. La ridotta lunghezza della semiala mobile riduce se non altro gli sforzi torsionali della struttura e semplifica il posizionamento del baricentro dell'aereo, oltre a liberare spazio prezioso nella fusoliera. Il prezzo da pagare è un peggioramento dell'aerodinamica del velivolo, prezzo peraltro trascurabile in un aereo d'assalto, nel quale la velocità di punta poco conta rispetto al carico bellico e alla stabilità della piattaforma durante il tiro coi cannoni.

La variazione della freccia era manuale, non esisteva nessun automatismo computerizzato per ottimizzare l'angolo, ma dato che le posizioni erano solo tre, non c'erano problemi nel gestirle da parte del pilota.
L'importante era avere un'ala capace sia di evitare il sacrificio della velocità di punta come anche ridurre quella d'atterraggio a valori accettabili, per cui si potrebbe dire che l'ala a geometria variabile del Sukhoi era poco più di un ipersostentatore molto sofisticato.
Nondimeno, il funzionamento garantiva il decollo e atterraggio a velocità accettabili, nonostante l'incremento di peso di oltre 3 tonnellate, quasi interamente costituita da un carico utile netto di combustibile ed armi.

### Propulsione
L'aereo aveva anche un motore più potente ed efficiente, che certamente aiutava a migliorare le prestazioni complessive. Sebbene il Lyul'ka Al-21F sia, per gli standard odierni, un motore assai pesante, la sua potenza è a tutt'oggi di tutto rispetto, tanto che sebbene esso pesi poco più di un J79, turbogetto classico di riferimento, la sua potenza senza postbruciatore è totalmente comparabile con quella del turbogetto statunitense alla massima potenza (con immenso incremento dei consumi, tra l'altro).
La dotazione di carburante è risultata incrementata in maniera sostanziale solo con i modelli successivi, grazie alla loro "gobba" che, sfruttando la lunghezza della fusoliera, aumenta il volume della stessa in misura apprezzabile; la sua presenza è inoltre dettata dalla "regola delle aree" che si era rivelata di capitale importanza nella riduzione della resistenza nei regimi transonici/supersonici. Il totale del carburante imbarcato è di 4550 litri sui modelli più recenti, un incremento di oltre il 50% rispetto al vecchio "Fitter", mentre esternamente esistono 2-4 serbatoi da 800 litri, contro i due da 600 originari.

### Sistemi d'arma
Anche la dotazione di sistemi avionici è risultata incrementata, ma anche questo è successo essenzialmente con i modelli successivi, a partire dal "Fitter D" in special modo.
Il sistema avionico comprende un telemetro radar, radar doppler di navigazione, IFF, RWR ed altro ancora, poi integrata con sistemi come i telemetri laser-designatori. Le "scatole nere" sono disposte sia (soprattutto) dietro che davanti l'abitacolo.
Il pilota ha un campo visivo accettabile, grazie all'elevata posizione dell'"ufficio". Benché esso sia situato sopra il
condotto della presa d'aria frontale, nel cui cono esistono le antenne del telemetro radar e l'eventuale illuminatore laser, esso
appare assai ampio, e anche nei modelli "con la gobba" esso ha un ampio settore di visuale, anche nel critico ore 6.
Il problema è semmai che il tettuccio ha una larga costola metallica lungo la linea di mezzeria, con uno specchio retrovisore sistemato nel mezzo. Il pilota ha un considerevole spazio disponibile, e benché i comandi siano pesanti e la strumentazione di tipo analogico, la macchina appare ben concepita, grazie anche ad un efficiente pilota automatico, per consentire un volo veloce e sicuro a bassa quota.
I cannoni restano gli NR-30 in tutte le versioni, con 80 colpi l'uno. Con la granata pesante 0,390 kg esso è risultato molto più
indicato per gli attacchi al suolo delle armi da 23mm. La dotazione comprende un massimo di 4 tonnellate ripartite in 8- 9 punti
d'aggancio, 4 sotto le ali, 2 coppie in tandem sotto la fusoliera. Esiste la possibilità di portare bombe, razzi fino al 240 – 330 mm, missili AA-8 o AS-7, 9, 10, 11, 12 o 14, a seconda delle versioni.

## Versioni

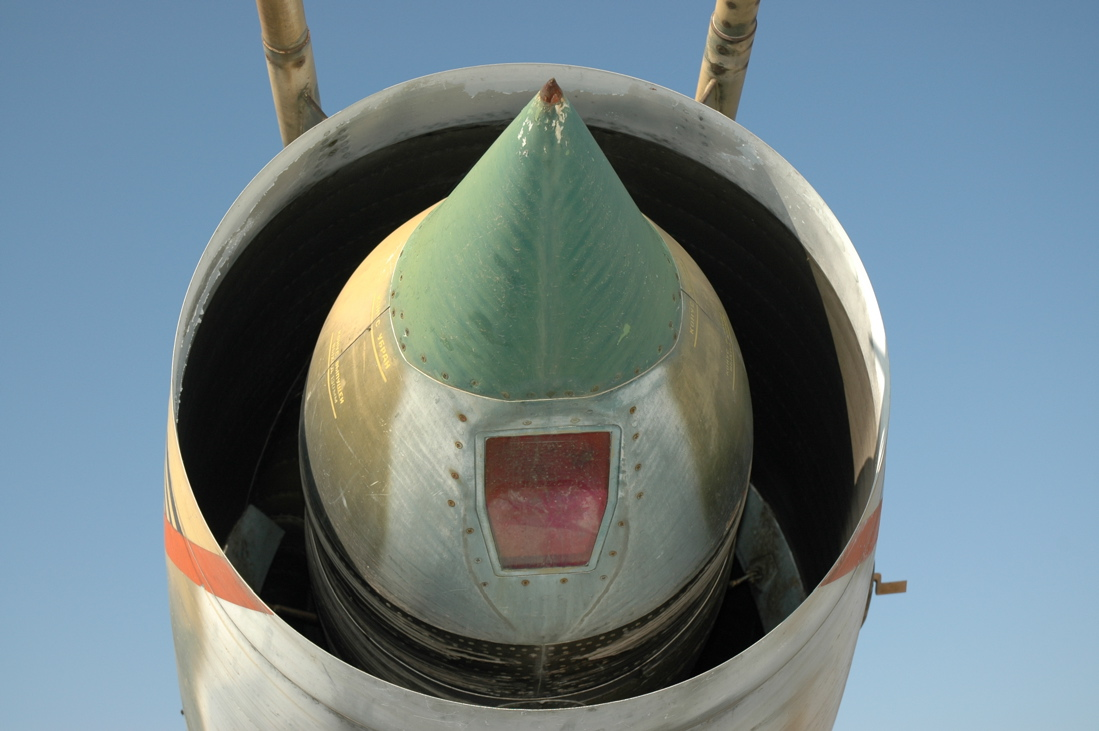
Parte dell'ottica del telemetro laser montata sul cono della presa d'aria.

Lo sviluppo del Su-17 è cominciato come versione parzialmente GV del precedente Fitter A, ma le sue dimensioni abbondanti e una costruzione assai razionale ne hanno consentito un considerevole aggiornamento, sia elettronico che, soprattutto, strutturale. Oltre al Su-17 vennero previste delle versioni da esportazione denominate Su-20 e Su-22 che differivano dal modello da cui derivavano essenzialmente per avionica e dotazioni d'arma meno sofisticate.
- Su-17 'Fitter-B': aereo iniziale, con un motore AL-7F e la fusoliera originale.
- Su-17 'Fitter-C': primo vero "Fitter" di seconda generazione, con un nuovo motore e altri aggiornamenti.
  - Su-20 'Fitter-C': versione da esportazione.
- Su-17M 'Fitter-D': questo aereo aveva un nuovo muso, allungato di circa 40 cm, con un radar doppler di navigazione a bassa quota (una sorta di TFR assai primordiale) sistemato sotto il labbro della presa d'aria, e nel cono della presa d'aria un telemetro laser. Il nuovo cacciabombardiere entrò in servizio nel 1976.
  - Su-20 'Fitter-D': versione da esportazione del Su-17M dal quale si differenziava per
    - la possibilità di adottare il missile aria-aria R-3S ed i razzi S-24
    - telemetro radio SRD-5MK abbinato al missile R-3S
    - sostituzione del pod cannone esterno SPPU-22 (mobile) con l'UPK23 (fisso)
    - inizialmente sostituzione dell'apparecchiatura per le comunicazioni radio R-832M con la precedente R-802V
    - sostituzione del transponder identificazione amico/nemico SRO-2 con il responder SOD-57M
    - previsione per due serbatoi ausiliari agganciati sotto la fusoliera
    - previsione per l'installazione di equipaggiamento radio per la guida caccia in un pod esterno
- Su-17U 'Fitter-E': biposto da addestramento-operativo.
  - Su-22 'Fitter-G': versione da esportazione del Su-17U, nessuna differenza degna di nota.
- Su-17M1-2 'Fitter-F-J': monoposto migliorati rispetto al precedente, con una nuova, elegante linea del dorso, dovuta all'aumento del volume interno destinato per il combustibile. Avevano molti aggiornamenti anche nell'avionica.
  - Su-22 'Fitter-J': versione da esportazione del Su-17M2 dal quale si differenziava per
    - nuovo timone: forma diversa e altezza aumentata di 105 mm
    - stabilizzatori più larghi di 139 mm (ciascuno)
    - varie ed imprecisate modifiche ai motori ed ai sistemi correlati
- Su-17M3 'Fitter-H': questo velivolo aveva ulteriori aggiornamenti, come punti d'aggancio supplementari per missili AA-2/AA-8. Entrato in linea dal 1980.
  - Su-22M3 versione da esportazione del Su-17M3 dal quale si differenziava per
    - nuovo telemetro laser Klyon-PS
    - mirino ASP-17B al posto del ASP-17
    - radioaltimetro A-031 al posto del RV-5
    - allarme radar SPO-15 invece del SPO-10 Sirena-3M
- Su-17M4 'Fitter K': ulteriore aggiornamento, riconoscibile dalla presa d'aria alla base della deriva per raffreddare l'elettronica, assai potenziata. Esso aveva una serie di nuove armi, tra cui missili laser-guidati, grazie al telemetro laser ora utilizzabile anche per la designazione delle armi guidate.
  - Su-22M4 versione da esportazione del Su-17M4, nessuna differenza degna di nota.

## I Sukhoi Su-17 in servizio

### Esordio operativo
Il cacciabombardiere Fitter, con la sua ala a geometria variabile, è stato sempre un velivolo enigmatico, mai pienamente apprezzato nella sua efficacia operativa. Entrò in servizio attorno al 1970-71 con 2 squadroni equipaggiati con il modello basico Fitter B.
Dopo venne il momento del Su-20 Fitter C, con ben 3 reggimenti rapidamente riequipaggiati nella Germania Est, che misero in crisi l'intelligence NATO in quanto era molto difficile capire quanto fosse efficiente il nuovo Sukhoi. Poco dopo arrivarono in linea anche gli altri modelli, mentre le esportazioni riguardarono una dozzina di paesi.

### Servizio in 4 continenti
Le fonti circa l'impiego dei nuovi Su-17 durante la guerra del Kippur sono contrastanti: c'è chi afferma che essi vi presero parte, ma se le cose andarono così il loro impiego fu quantomeno limitato.
Tale ultima affermazione è sostenibile in base a diverse osservazioni: anzitutto, la presenza dei Su-7, già disponibili in grandi quantità, non avrebbe lasciato molto spazio nell'organico delle aeronautiche arabe per tale nuovo apparecchio. In secondo luogo, non risultano osservazioni di tale velivolo in azione, nonostante la caratteristica ala a geometria variabile, incernierata così lontano dalla fusoliera, sia davvero unica nel panorama aeronautico mondiale. Infine, se tali macchine fossero state impiegate in quantità, i loro rottami, ritrovati sul territorio controllato da Israele avrebbero fatto certamente notizia.
Ma soprattutto, considerando l'enorme incremento delle capacità belliche ottenute già dai primi Fitter C, in riferimento al maggiore carico trasportabile, avrebbero lasciato il segno in maniera molto consistente sugli obiettivi israeliani. Il carico utile era infatti praticamente raddoppiato, come anche il raggio d'azione.
Comunque sia, non passò molto prima che il nuovo cacciabombardiere arrivasse sia in Egitto che in Siria, seguiti dall'Iraq.
A tale periodo si fa infatti menzione, per ricordare le doti di stabilità della macchina, con un aneddoto, non è chiaro se corrispondente a verità o meno, ma comunque riportato da varie fonti giornalistiche.
Un velivolo, per cause non ben chiare, venne abbandonato dal pilota durante una missione, ma la macchina si sostenne in volo stabile da sola, atterrando poi, "spanciando" su una duna, con pochi danni! Così gli occidentali ebbero modo di vedere da vicino un esemplare del "Fitter-C" pressoché intatto.
Ben presto il Su-17/20/22 sostituì i precedenti Su-7 in quasi tutte le forze aeree utenti grazie a una velocità d'atterraggio più bassa e alla maggiore capacità di carico, integrata successivamente da una vasta gamma di armi aria-superficie guidate.
Tra gli utenti del patto di Varsavia, il velivolo entrò in linea inizialmente con l'aviazione polacca, che fino al 1990 manteneva alcuni Su-20 (versione da esportazione del Su-17 iniziale) in un reggimento da ricognizione. In seguito i velivoli, per lo più di modelli successivi, rapidissimamente apparsi nel corso degli anni settanta-inizio anni ottanta, entrarono in linea anche in Germania Orientale e Cecoslovacchia, come pure Ungheria e Bulgaria. La Romania invece, avendo a disposizione i suoi Soko J-22 Orao (aquila) probabilmente non ebbe la necessità dei Fitter.

### Il caso tedesco
Il confronto tra il MiG-23 e il Su-17 nella Luftstreitkräfte, come anche nell'aviazione di marina della Germania orientale, non fu favorevole per il caccia Mikoyan.
Malgrado la concezione decisamente più moderna, essendo un tipo dotato di ala totalmente a geometria variabile e di concezione (motore incluso) totalmente nuova rispetto al precedente MiG-21, mentre il Su-22 derivava dal vecchio Su-7, il Fitter vinse e convinse sia i piloti che gli specialisti. Il MiG-23 venne trovato troppo sofisticato e costoso, oltre che di caratteristiche insoddisfacenti quanto a sistemi d'arma.
Il programma di riequipaggiare la Luftstreitkräfte con tale macchina venne quindi interrotto dopo soli due reggimenti coi MiG-23 da caccia ed uno con i MiG-23BN da attacco. Per i primi, si pensò che valesse la pena di tenere i vecchi ma più semplici MiG-21 fino all'arrivo del MiG-29, i secondi, concorrenti diretti del Fitter, vennero mal considerati per problemi al motore, eccessiva complessità, mancanza di armi guidate (eccetto i missili noti come AS-7 Kerry, assai poco apprezzati).
Il Fitter, dotato di maggiore semplicità e di una vasta gamma di munizioni aria-terra, inclusi missili antiradar e laser guidati, equipaggiò due reggimenti, uno dell'aeronautica, l'altro della marina.
Dopo circa 10 anni da questi eventi, grazie alla riunificazione delle due Germanie, il WTD-61, ovvero il reparto sperimentale tedesco, ne collaudò alcuni per capire le caratteristiche che i Fitter possedevano. Il modello valutato era il Su-22M, paragonabile al Su-17M4, l'ultimo e più sofisticato membro della famiglia.
Venne trovato addirittura più sorprendente del Fulcrum, forse perché non ci si aspettava molto da tale vecchio e grosso apparecchio (sottovalutato, come tutti i cacciabombardieri Sukhoi, a vantaggio dei MiG).
Tra le conclusioni stilate e riportate dalla stampa di allora, è interessante leggere che il velivolo si pilotava bene e in maniera assai facile, con una buona risposta ai comandi, ma questi continuavano ad essere assai pesanti per le abitudini occidentali (il Su-7 era comunque decisamente peggiore), mentre la visibilità verso il settore posteriore era limitata (certamente lo era in confronto con il Su-7, ma il MiG-23, con il suo abitacolo incassato tra le prese d'aria e il muso, offre certamente meno).
La dotazione avionica consentiva missioni d'attacco nucleare, attacco con armi a guida laser, difesa contro i radar nemici grazie ad un buon radar warning receiver e contromisure elettroniche interne, giudicate "molto interessanti".
Nell'insieme, il Su-22M/Su-17M4 ha fornito prestazioni talmente interessanti che, a due anni dalla fornitura di queste macchine al reparto (6 in tutto, dalla metà 1991), i tecnici ci stavano ancora lavorando.
Il WTD-61 non ha valutato anche il MiG-23, che certamente avrebbe meritato qualche attenzione in più, visto che si trattava almeno in parte dei potenti MiG-23ML, ma la carenza di personale di supporto e di manuali in tedesco non lo ha apparentemente consentito.
Questo spiega bene perché la Polonia non solo si sia tenuta i suoi velivoli (oltre un centinaio), ma addirittura ne abbia programmato la modernizzazione, da eseguirsi per renderli pienamente compatibili con i sistemi IFF NATO. I primi Fitter vennero acquistati nel 1974, e si trattava di Su-20 destinati alla ricognizione armata. Tenuti in carico fino al termine del patto di Varsavia, essi non sono stati sostituiti dai Su-22, assegnati invece ad altri reparti equipaggiati con MiG-17 e Su-7, fino a raggiungere i 4 reggimenti operativi, che hanno costituito la punta di lancia dell'aviazione polacca fino al giorno d'oggi.
Il Perù è l'unico cliente dell'America meridionale per il Su-17/22. Ebbe 52 Fitter F e alcuni Fitter E biposto, con il contratto per i primi 36 costato 250 milioni di dollari, e firmato nel 1977. Il problema degli aerei Sukhoi peruviani si dimostrò il supporto e la manutenzione, per non parlare di ricorrenti crisi economiche che, ad un certo punto, avevano costretto a mettere fuori uso tutti gli aerei tranne 7, ma il velivolo è ancora in servizio, con vari aggiornamenti. Due macchine vennero abbattute nei combattimenti contro l'Ecuador qualche anno fa, sembra dai Mirage F.1 della piccola ma efficiente aviazione ecuadoriana (ovviamente, il Perù sostiene che sia stata la contraerea, cosa in verità tutt'altro che inammissibile) nell'ambito di circa 40 missioni belliche volate.
Vi sono stati almeno due programmi d'aggiornamento per tali velivoli, ancora in anni recenti, che hanno comportato l'aggiunta di nuove armi e la sostituzione di parte dell'avionica originale, altro punto assai debole del modello venduto al Perù. Tra le altre cose cambiate, il RWR, e i sistemi di navigazione, mentre missili AA-11 e bombe antipista hanno fatto la loro comparsa, ma forse la cosa più interessante è l'introduzione di un sistema totalmente automatico per la variazione della freccia alare. Uno dei Fitter, nel 1992, aprì il fuoco contro un C-130 spia dell'USAF, uccidendo un membro dell'equipaggio.
L'Iraq è stato certamente il maggior cliente, con decine di macchine comprate dagli anni settanta in poi, ed usate intensamente nel conflitto Iraq-Iran. Il velivolo venne spiegato in praticamente tutte le versioni prodotte, inclusi esemplari portati in azione da piloti sovietici. Esso ebbe un vasto impiego, con rilevanti successi, come quelli ottenuti in alcune missioni dai Su-22 biposto equipaggiati per azioni antiradar con ECM e missili ARM, (come gli F-105F/G, i velivoli USA più simili ai Fitter), ma subirono anche molte perdite a causa della reazione iraniana. Essi vennero spesso abbattuti dalle batterie HAWK che cercavano di attaccare. Altre missioni vennero volate in azioni di supporto aerotattico contro la fanteria iraniana, con effetti tremendi, specie quando armati di razzi calibro 57 mm e poi anche bombe chimiche (che colpirono un gran numero di sventurati giovani fanti iraniani).
Tali armi erano necessarie per bilanciare la superiorità nemica in uomini, ma era pur sempre un crimine secondo le convenzioni internazionali. Incidentalmente, Ṣaddām Ḥusayn finì giustiziato per le stragi contro i Curdi ma non per l'uso dei gas contro l'Iran, cosa che non contribuisce comprensibilmente a rendere gli iraniani soddisfatti dell'attuale situazione della regione.
Due Su-22 vennero infine abbattuti, poco dopo la fine della guerra del 1991, il 22 e il 2 marzo, dagli F-15 statunitensi a seguito del sorvolo di aree interdette agli aerei iracheni (erano in corso le ribellioni sciite e curde, che tuttavia sanguinosamente fallirono, grazie all'intervento dell'aviazione irachene, soprattutto gli elicotteri che non rientravano nella moratoria USA)
Tra gli altri protagonisti di fatti storici, i Su-22 hanno combattuto in Afghanistan (due di essi sono stati distrutti dagli F-16 dell'Aviazione pachistana durante le azioni di attacco in territorio pachistano dei "santuari" dei mujahidin), in Angola durante le innumerevoli operazioni belliche degli ultimi 30 anni, e nello Yemen.
Ma l'evento che ha fatto più discutere accadde nel luglio 1981, che tutti gli appassionati di aviazione hanno sentito almeno una volta nominare, perché si trattò del primo scontro tra aerei a geometria variabile, due Su-22 Fitter J libici contro altrettanti F-14 dell'USN. La situazione di quei giorni era tesa e l'Aviazione libica, a dispetto di chi ha continuato, anche molto dopo, a considerarla come capace di generare «una cinquantina di missioni al giorno» al massimo, eseguì centinaia di voli attorno alle portaerei statunitensi, durante la tensione relativa al golfo della Sirte che i libici rivendicavano come acque territoriali libiche e non internazionali.
In una di queste missioni, due Fitter si avvicinarono agli F-14 e, a soli 300 metri di distanza, uno di essi lanciò un missile aria-aria AA-2 Atoll. Gli americani si sentirono legittimati a reagire e si portarono rapidamente in coda alla coppia di Fitter abbattendoli con altrettanti missili AIM-9L. Non fu un evento particolarmente rimarchevole di per sé, dal momento che poi i Fitter cercarono di scappare senza tentare alcuna manovra d'attacco e se l'intenzione fosse stata quella di abbattere i Tomcat l'uso a distanza ravvicinata di un missile senza capacità pratiche di attacco verso l'avanti non avrebbe potuto sortire nulla (meglio i cannoni). Evidentemente la tensione giocò un brutto tiro al pilota libico, che sparò inavvertitamente il missile, ma non ci fu tempo per le scuse e i Tomcat, comunque troppo superiori agli avversari, li distrussero senza verificare se c'era la necessità di rispondere al fuoco. Comunque la lezione di non tirare troppo la corda con l'US Navy venne ben recepita. Pare che entrambi i piloti si siano eiettati, ma non è certo che si siano salvati.
Da notare la tendenza che gli utenti dei Fitter, specie quelli con grandi estensioni territoriali, hanno: quella di caricare gli aerei di due missili e due serbatoi e mandarli in missioni di caccia a lungo raggio, dove in effetti il Fitter, per quanto non particolarmente equipaggiato per il ruolo di caccia, può vantare un miglior raggio d'azione del MiG-21 e forse una migliore manovrabilità del MiG-23.
Infine, una nota sulle possibilità di sopravvivenza della macchina. Essa si è dimostrata straordinariamente robusta e capace di tornare alla base anche con gravi danni subiti in combattimento, grazie a una struttura molto resistente, a pannelli d'acciaio corazzati e al sistema di pressurizzazione con gas inerte dei serbatoi. Uno di tali aerei, provato in volo telecomandato contro postazioni di mitragliatrici contraeree, pare sia riuscito ad atterrare automaticamente dopo una serie di passaggi in cui i serbatoi, autostagnati ed anti-esplosione, sono stati letteralmente riempiti di buchi e di proiettili rimasti intrappolati nel cherosene.

## Utilizzatori

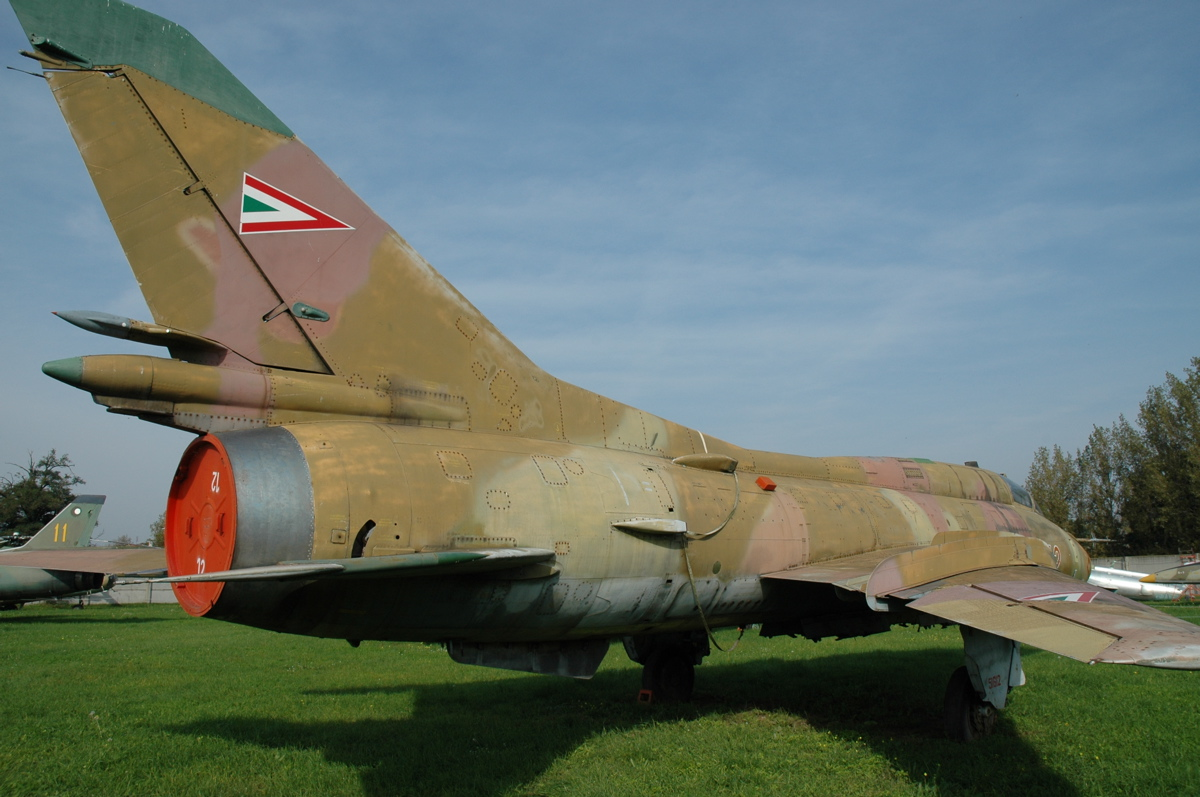
Su-22 ungherese esposto nel museo dell'aviazione ungherese

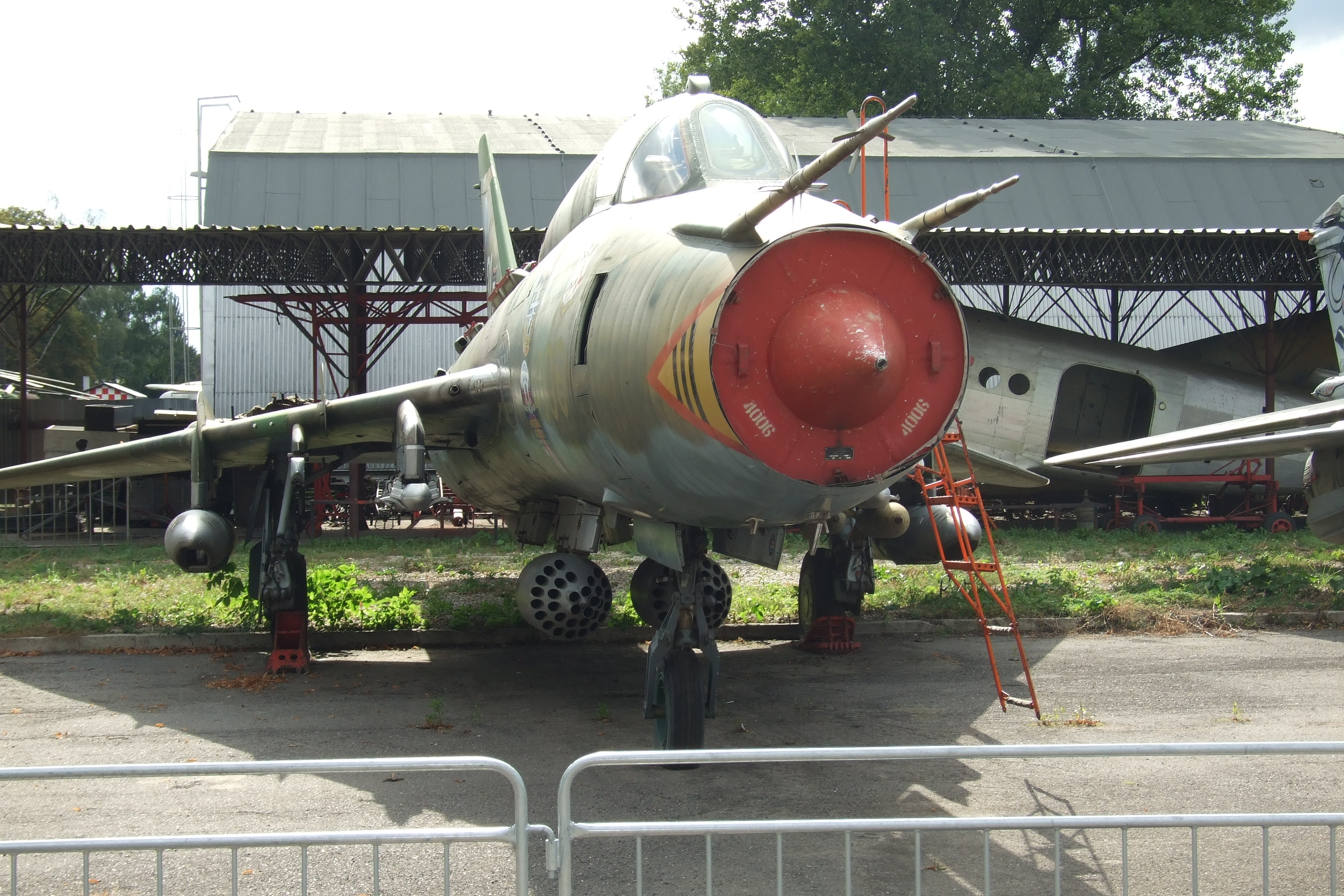
Su-22 cecoslovacco esposto al museo dell'aviazione di Kbely

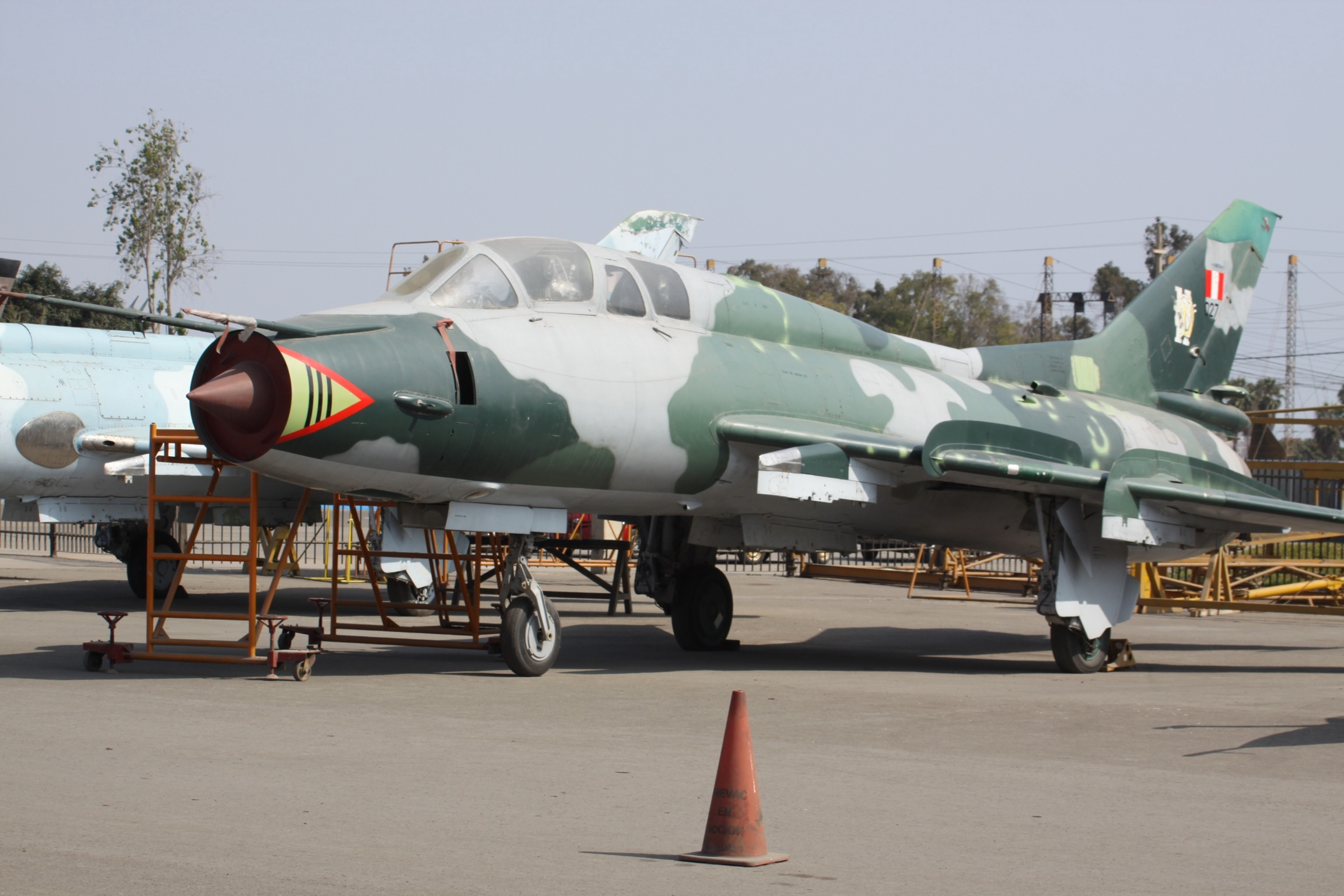
Su-22 della Fuerza Aérea del Perú.

|                                       |                                                                |
| Blu = paesi che lo utilizzano tuttora | Rosso scuro = paesi che in passato hanno usato questo velivolo |

 Armenia
- Hayastani R'azmao'dayin Owjher

Dispone di un numero notevole di velivoli anche se il numero esatto risulta ignoto.
 Afghanistan
- Afghan Army Air Force

più di settanta velivoli furono forniti a partire dal 1982, compresi 45 Su-22M-4 consegnati nel 1984.
 Algeria
- Al-Quwwat al-Jawwiyya al-Jaza'iriyya

Disponeva di 32 velivoli ora tutti radiati dal servizio.
 Angola
- Força Aérea Popular de Angola y Defesa Aérea y Antiaérea

19 Su-22M-4K in servizio.
 Azerbaigian
- Azərbaycan hərbi hava qüvvələri

dispone di due velivoli.
 Bielorussia
- Voenno-vozdušnye sily i vojska protivovozdušnoj oborony

Ereditò numerosi velivoli dall'Unione Sovietica ma ha ritirato tutti gli apparecchi dal servizio attivo.
 Bulgaria
- Protivovazdušna Otbrana i Voennovazdušni Sili

Disponeva di 21 velivoli tutti ritirati dal servizio.
 Rep. Ceca
- Vzdušné síly armády České republiky

Disponeva di 31 Su-22M-4 e 5 Su-22UM-3K. Tutti gli apparecchi furono ritirati entro il 2002.
 Cecoslovacchia
- Češkoslovenske Vojenské Letectvo

Disponeva di 49 Su-22M-4 e 8 Su-22UM-3K. I velivoli furono spartiti tra la Repubblica Ceca e la Slovacchia nel 1993
 Corea del Nord
- Chosŏn Inmin Kun Konggun

Oltre 30 velivoli rimangono tuttora in servizio.
 Germania Est
- Luftstreitkräfte und Luftverteidigung der Deutschen Demokratischen Republik

Utilizzò circa una ventina di velivoli successivamente integrati nella Luftwaffe dopo la riunificazione delle due Germania.
 Egitto
- Al-Quwwat al-Jawwiya al-Misriyya

Utilizzò un numero imprecisato di Su-22 successivamente sostituiti da F-16 e F-4 Phantom II.
 Germania
- Luftwaffe

Ereditò circa una ventina di velivoli dalla DDR successivamente messi fuori servizio nel corso degli anni novanta.
 Iran
- Niru-ye Havayi-ye Artesh-e Jomhuri-ye Eslami-e Iran

Il 25 luglio 2018 è stato annunciato che 10 dei tanti Su-22 non più operativi e posti in riserva, sono stati riattivati e potenziati.
 Iraq
- Al-Quwwat al-Jawwiyya al-'Iraqiyya

Disponeva di un numero imprecisato di velivoli molti dei quali fuggirono durante la prima guerra del golfo in Iran. Nessuno dei velivoli rimasti nel paese sopravvisse l'invasione del 2003.
 Libia
- Al-Quwwat al-Jawwiyya al-Libiyya

72 Su-22MK consegnati.
 Perù
- Fuerza Aérea del Perú

acquistò nel corso degli anni circa 35 apparecchi. Allo stato attuale però non è noto quanti di essi siano ancora operativi.
 Polonia
- Siły Powietrzne

110 esemplari (90 Su-22M-4 monoposto e 20 Su-22UM-3K biposto) acquisiti tra il 1984 e il 1988, 18 dei quali sottoposti ad aggiornamento (12 Su-22M-4 monoposto e 6 Su-22UM-3K biposto) ed ancora in organico all'aprile 2023. Di questi, 18 velivoli sono stati dotati di strumentazione parzialmente digitale, nuova radio VHF/UHF e, dopo un ricondizionamento strutturale, una nuova livrea mimetica. Al settembre 2019 sono 18 gli esemplari in servizio.
 Russia
- Voenno-vozdušnye sily Rossijskoj Federacii

Ereditò un numero consistente di velivoli dall'Unione Sovietica successivamente tutti ritirati dal servizio.
 Siria
- Al-Quwwat al-Jawwiyya al-'Arabiyya al-Suriyya

60 Su-22 tuttora utilizzati.
 Slovacchia
- Vzdušné sily Slovenskej republiky

Dispone di 21 velivoli, molti dei quali non più operativi.
 Turkmenistan
- Turkmenistan Air Force and Air Defense Force

Ereditò un numero di velivoli imprecisato dall'Unione Sovietica. Non è noto se i velivoli siano operativi.
 Ucraina
- Viys'kovo-Povitriani Syly Ukrayiny

Ereditò 40 velivoli dall'Unione Sovietica tutti ritirati dal servizio.
 Ungheria
- Magyar Néphadsereg légiereje

Disponeva di 12 Su-22M3 e 3 Su-22UM-3, forniti partire dal 1983. Nel 1997 tutti i velivoli furono ritirati dal servizio con la trasformazione in Magyar Légierő.
 Unione Sovietica
- Sovetskie Voenno-vozdušnye sily

al momento della dissoluzione sovietica i velivoli vennero ripartiti nelle diverse nuove forze aeree nazionali.
 Uzbekistan
- Uzbek Air and Air Defense Force

Ereditò un numero di velivoli imprecisato dall'Unione Sovietica. Non è noto se i velivoli siano operativi.
 Vietnam
- Không Quân Nhân Dân Việt Nam

34 tra Su-22M3K, Su-22M4K e Su-22UM3K in servizio al marzo 2021, sui quali è stato integrato il pod da guerra elettronica ADS Talisman della bielorussa Defense Initiatives.
 Yemen
- Al-Quwwat al-Jawwiyya al-Yamaniyya

Acquistò circa 50 velivoli nel corso degli anni, alcuni dei quali vengono utilizzati tuttora.